# Midtjyllandsplanen
Midtjyllandsplanen var en politisk plan, der i perioden 1969-1971 opførte eller udvidende 27 midtjyske skoler, som et samarbejde mellem Randers Amt og Viborg Amt. Hvis det skal gøres op, hvad planen vil have kostet i dag, ligger det omkring 812 millioner kr.(2013).

## Historie

### Baggrund
Efter afslutningen på 2. verdenskrig, havde Danmark et massiv behov for nye boliger. Det blev løst op igennem 50'erne ved at gå fra fuldmurede bygninger, til at fabriksfremstille forskellige enkeltdele, som skulle indgå i byggeriet. I denne periode var der en stor mangel på arbejdskraft, hvilket betød at entreprenørene var nødsaget effektivere og reducere forbruget af arbejdskraft. Deres foretagende lykkedes, hvilket bl.a. er takket være omhyggelig projekteringsplanlægning.
I forbindelse med folkeskoleloven fra 7. juni 1958, var vejen banet for en kraftig centralisering af skolevæsenet i Danmark. Især i sognekommunerne havde det tidligere været besværligt at drive skoler efter de nye krav, hvorfor flere kommuner etablerede såkaldte skoleforbund, for at sikre sognets borgere skolegang.
Ligesom med boligbyggeriet op igennem 50'erne, var der stadig en mangel på arbejdskraft, hvilket fik flere til at bruge den nærliggende tanke, at det kunne forsøges at overføre de gode erfaringer fra boligbyggeriet til skolebyggeriet. Det havde især i England vist sig, at være en god forretning, især gennem konsortier, havde effektiveret skolebyggeriet betydeligt.
Undervisningsministeriet, i samarbejde med Boligministeriet, valgte på denne baggrund gøre en særlig indsats for at forøge skolebyggeriet. Ministerierne var dog ikke i stand til at kræve, da skolebyggeri er et kommunalt anliggende, opførelse af nye folkeskoler, men valgte i stedet at inspirere og opmuntre kommunerne til at foretage investeringer i denne nye metode inden for skolebyggeri, frem for den traditionelle metode.
Undervisningministeriet udsendte den 14. august 1962 en cirkulæreskrivelse, hvori at det blev meddelt at projekter, hvor der blev sat fokus på et rationelt byggeri, ville få fortrinsret til igangsætningstilladelser.

### Fynsplanen
Den 10. januar 1963 afholdte de fynske skoledirektører et møde de 12 arkitektfirmaer, som på daværende tidspunkt havde skoler under projektering, samt flere embedsmænd fra bolig- og undervisningsministerierne. Fynsplanen var således skabt, som den første koordinerede projektering af skolebyggeri i Danmark.
De fynske kommuner oprettede Centralkontoret for praktiserende arkitekter på Fyn, der skulle udføre typetegninger, indhente tilbud og foretage arbejdsplanlægning. Detailprojektering skulle der imod foretages af den lokale arkitekt. Kommunerne var repræsenteret i et licitationsudvalg, der skulle udbyde skolebyggerierne. For at føre tilsyn med, at det hele foregik som det skulle, blev der nedsat et tilsynsråd, bestående af skoledirektionerne fra de tre amter (Odense Amt, Svendborg Amt og Assens Amt), embedsmænd fra ministerierne samt repræsentanter fra landkommuner. Dette blev Danmarks første skoleplan, der hurtigt viste resultater, i form af relativt billige og velindrettede skoler.

### Randers og Viborg amters samarbejde
I de to amter var arbejdet med at udbygge skolevæsenet langsommeligt, og det blev dengang forudset at det kunne tage op til 70 år, før skolevæsenet ville indfri kravene fra befolkningen. Stærkt inspireret af amterne fra Fyn, begyndte de daværende skoledirektioner i de amter at vurdere om noget ligende kunne benyttes i denne del af landet. Det blev dog først i april 1965 at de to amters skoledirektioner besluttede etablere et samarbejde, som ligende til forveksling det fynske samarbejde. Der gik heller ikke længe, før planen fik tilnavnet "Midtjyllandsplanen".

#### Specifikke krav
Undervisningsministeriet ville dog ikke uden videre give amterne tilladelse til at udføre planen i praksis. Frygten bestod nemlig i, at de fremtidige skolebyggerier kunne vise sig at være overflødige. Derfor opstillede ministeriet nogle betingelser, som bl.a. indbefattede at amterne skulle gennemføre undersøgelse og planlægning af deres fremtidige skolevæsen.
Boligministeriet krævede samtidig, ligesom ved Fynsplanen, at arbejdet var arbejdskraftbesparende og at der ville blive anvendt præfabrikerende elementer.  

#### Godkendelse
I 1968 var planen så gennemarbejdet, at Undervisningsministeriet tillod igangsættelse af planens byggerier. Den 25. juni 1966 havde Boligministeriet dog allerede givet deres tilladelse, men på dette tidspunkt frygtede at undervisningsministeriet stadig, at befolkningsgrundlaget i Midtjylland, ville være faldende de kommende år. I et samarbejde mellem de lokale kommuner og skoledirektionerne, blev hvert lokalområde statistisk undersøgt. Resultatet af redegørelsen var overvældende for ministerierne. Den var nemlig en stor inspirationskilde, da undervisningministeriet den 18. september 1966 nedsatte en skrivelse, som hed "Retninglinjerne for planlægning af folkeskolevirksomhed", hvor især §35 var nem at sammenligne med redegørelsen.

## Organisering
Modsat amterne på Fyns måde at organisere planlægningen på, hvor private arkitekter, under tilsyn, stod for projekteringen, ville Randers- og Viborg amter det anderledes. I midtjyllandsplanen tog amterne et andet udgangspunkt. Her ville det være skoledirektionerne, i samarbejde med kommunerne, der ville skulle udføre projekteringen sammen med lokale arkitekter.

### Fællesudvalget
Overordnet blev Midtjyllandsplanen styret af et fællesudvalg fra de to amter, der fungerede som en bestyrelse. Fællesudvalget generelle opgaver, bestod i at indstille til de respektive ministerier, at godkende de indkomne planer, ligesom indgåelse af aftaler med kommunerne, om at tilslutte sig planen, var fællesudvalget opgave. Ydermere skulle fællesudvalget føre tilsyn med planen i sin helhed. 
Indtil kommunalreformenen i 1970, bestod udvalget af fem medlemmer fra hver af de to amters skoledirektioner, og to repræsentanter fra Bolig- og Undervisningsministerierne. Efterfølgende overtog de nye amtsråd i Århus Amt og Viborg Amt ansvaret med planen, og havde hver fire medlemmer i fællesudvalget, samt repræsentanter fra ministerierne.

### Andre udvalg
Ligesom med anden offentlig planlægning, skulle arbejdet udliciteres, hvorfor der blev nedsat flere licitationsudvalg. Midtjyllandsplanen nemlig sådan opdelt, at der var etableret tre puljer, som hver havde et antal skolebyggerier under sig. Hver pulje havde deres et udvalg. Udvalget bestod af tre repræsentanter fra hver af de deltagenede kommuners byråd. For at sikre at økonomien ikke løb løbsk, blev det besluttet at sende regnskaberne til Kommunernes Revisionsafdeling (nu KL) særlige bygge- og anlægsafdeling i Randers.
For at opfylde Boligministeriets krav, blev der yderligere etableret et teknisk udvalg (MTK). MTK havde bl.a. til opgave at sikre, at planens formål, med at være arbejdskraftbesparende samt anvendelse af præfabrikerende materialer. Udvalget bestod hovedsagligeligt af flere arkitekt- og ingeniørvirksomheder, der især skulle varetage projektering og udarbejde typetegninger. Indtil sommeren 1968 havde udvalget også ansvaret for byggeledelse, som dog senere blev flyttet til den ny-oprettede byggeledelse.
Kommunernes egne arkitekter blev sat til at varetage kommunens indflydelse i byggeprocessen. Deres arbejde foregik til dels med at tilpasse de præfabrikerende elementer til den placering, som de også skulle udvælge. Ligeså var udearealerne den lokale arkitekts ansvar. Arkitekten var således det yderste led, som arbejdede direkte ude på byggepladsen, stod som tillidmand overfor fælleudvalget og kommunens byråd.

## Liste over skolebyggerier
Listen er udarbejdet i forbindelse med en statusrapport, der blev afsluttet den 1. april 1974, og er derfor oplistet som det så ud på dette tidspunkt. 
| Forsøgsbyggerier        | Beliggenhed   | Bygherre            | Lokalarkitekt               | Byggeperiode               | Bruttoareal i m2 | Faglokaler mm. i m2 | Normale rum i m2 | Gymnastiksale i m2 | Forsamlingssale i m2 | Kælder- arealer i m2 | Håndværker- udgifter ekskl. moms i 1.000 kr. (2013-priser i parentes) |
| ----------------------- | ------------- | ------------------- | --------------------------- | -------------------------- | ---------------- | ------------------- | ---------------- | ------------------ | -------------------- | -------------------- | --------------------------------------------------------------------- |
| Houlbjerg Skole         | Houlbjerg     | Langå Kommune       | Henry Nielsen Kjellerup     |                            | 300              | 150                 | 150              | 0                  | 0                    | 0                    | 357 (2.760)                                                           |
| Beder Skole             | Beder         | Aarhus Kommune      | Ali Rasmussen Århus         |                            | 960              | 0                   | 480              | 0                  | 0                    | 480                  | 711 (5.498)                                                           |
| 1. pulje                |               |                     |                             |                            |                  |                     |                  |                    |                      |                      |                                                                       |
| Hadsten Skole           | Hadsten       | Hadsten Kommune     | Buhl & Klithøj Randers      | 1. jul 1968- 1. sep 1969   | 11.120           | 2.450               | 5.242            | 1.200              | 908                  | 1.320                | 9.009 (69.666)                                                        |
| Vivild Skole            | Vivild        | Rougsø Kommune      | Mads Mortensen Vivild       | 1. nov 1968- 1. nov 1969   | 8.116            | 1.775               | 2.665            | 630                | 743                  | 2.303                | 6.154 (47.588)                                                        |
| Langå Skole             | Langå         | Langå Kommune       | Frits Madsen Viborg         | 1. jan 1969- 1. jan 1970   | 10.621           | 2.310               | 5.168            | 1.050              | 713                  | 1.380                | 8.777 (67.872)                                                        |
| Hammershøj Skole        | Hammershøj    | Tjele Kommune       | Buhl & Klithøj Randers      | 1. maj 1969- 1. apr 1970   | 4.560            | 1.086               | 2.314            | 480                | 0                    | 680                  | 3.669 (28.372)                                                        |
| Beder Skole (Udvidelse) | Beder         | Aarhus Kommune      | Ali Rasmussen Aarhus        | 1. jul 1969- 1. apr 1970   | 3.346            | 1.064               | 1.412            | 480                | 0                    | 390                  | 3.269 (25.279)                                                        |
| 2. pulje                |               |                     |                             |                            |                  |                     |                  |                    |                      |                      |                                                                       |
| Kristrup Skole          | Kristrup      | Randers Kommune     | Kjeld Kjeldsen Randers      | 1. sep 1969- 1. feb 1971   | 8.797            | 2.193               | 3.213            | 600                | 848                  | 1.343                | 7.880 (61.708)                                                        |
| Karup Skole             | Karup         | Karup Kommune       | Thue M. Christensen Herning | 1. okt 1969- 1. jul 1970   | 2.648            | 368                 | 1.365            | 570                | 0                    | 345                  | 2.007 (15.520)                                                        |
| Hald Ege Skole          | Hald Ege      | Viborg Kommune      | Langvold & Nielsen Viborg   | 15. okt 1969- 15. aug 1970 | 3.833            | 808                 | 2.132            | 0                  | 0                    | 893                  | 2.780 (21.497)                                                        |
| Overlund Skole          | Overlund      | Viborg Kommune      | Frandsen & Madsen Viborg    | 15. nov 1969- 15. sep 1970 | 2.668            | 690                 | 1.085            | 0                  | 0                    | 893                  | 1.855 (14.344)                                                        |
| Mørke Skole             | Mørke         | Rosenholm Kommune   | Buhl & Klithøj Randers      | 1. jul 1970- 15. okt 1970  | 3.286            | 860                 | 1.436            | 570                | 0                    | 420                  | 3.293 (25.464)                                                        |
| Hornslet Skole          | Hornslet      | Rosenholm Kommune   | Strange Nielsen & Sparre    | 1. jan 1970- 1. apr 1971   | 6.158            | 0                   | 3.150            | 480                | 848                  | 1.680                | 4.922 (38.061)                                                        |
| Ryomgård Skole          | Ryomgård      | Midtdjurs Kommune   | Buhl & Klithøj Randers      | 15. apr 1970- 1. jan 1971  | 5.310            | 1.290               | 2.640            | 0                  | 0                    | 1.380                | 4.890 (37.814)                                                        |
| Auning Skole            | Auning        | Sønderhald Kommune  | N. Blikenberg Randers       | 15. maj 1970 15. jan 1971  | 1.860            | 0                   | 1.440            | 0                  | 0                    | 480                  | 1.563 (12.086)                                                        |
| 3. pulje                |               |                     |                             |                            |                  |                     |                  |                    |                      |                      |                                                                       |
| Skæring Skole           | Skæring       | Aarhus Kommune      | Buhl & Klithøj Randers      | 1. aug 1970                | 12.570           | 2.760               | 7.065            | 570                | 825                  | 1.350                | 14.785 (114.331)                                                      |
| Rønde Skole             | Rønde         | Rønde Kommune       | Ali Rasmussen Aarhus        | 10. okt 1970               | 3.465            | 1.076               | 2.389            | 0                  | 0                    | 0                    | 3.242 (25.070)                                                        |
| Aalestrup Skole         | Aalestrup     | Aalestrup Kommune   | Bent Nielsen Aalestrup      | 1. dec 1970                | 1.913            | 341                 | 1.234            | 0                  | 0                    | 338                  | 1.832 (14.166)                                                        |
| Bjerringbro Skole       | Bjerringbro   | Bjerringbro Kommune | Henry Nielsen Kjellerup     | 16. dec 1970               | 8.250            | 2.160               | 4.200            | 660                | 0                    | 1.230                | 8.823 (68.227)                                                        |
| Tungelundskolen         | Thorsø        | Hvorslev Kommune    | Langvold & Nielsen Viborg   |                            | 3.353            | 926                 | 1.497            | 0                  | 0                    | 930                  | 3.303 (25.541)                                                        |
| Gødvad Skole            | Silkeborg     | Silkeborg Kommune   | Henry Nielsen Kjellerup     |                            | 5.760            | 1.650               | 2.490            | 1.020              | 0                    | 600                  | 6.940 (53.666)                                                        |
| Thorning Skole          | Thorning      | Kjellerup Kommune   | Henry Nielsen Kjellerup     |                            | 3.120            | 735                 | 1.875            | 510                | 0                    | 0                    | 3.631 (28.078)                                                        |
| Øster Tørslev Skole     | Øster Tørslev | Nørhald Kommune     | Buhl & Klithøj Randers      |                            | 3.630            | 1.200               | 2.430            | 0                  | 0                    | 0                    | 4.069 (31.465)                                                        |